# Медаља
Медаља (итал. medaglia, фр. médaille, лат. metallum) је плочица кружног облика од метала (злато, сребро, бронза, олово, легуре), уметнички производ почасног, меморијалног или јубиларног карактера. Личи на новац, али не служи новчаном промету. Спада у области примењених уметности: вајарство, ситна пластика, медаљарство. У ширем значењу медаља је одликовање за војне и грађанске заслуге, награда за уметничка, научна и спортска достигнућа. На једној или обе стране медаље налази се рељефни приказ (портретни лик, алегоријски или историјски мотив) редовно с натписом. Прво се израђивала ливењем помоћу калупа, од 16. века и ковањем, а од 19. века галванопластичним поступком.
Прве медаље настале су у доба касног Римског царства (4—5 век), изливале су се од бронзе с ликом цара или митолошким призором. У Средњем веку их нема (осим неколико изузетака крајем 14. века). Медаљарство се нарочито развило у доба ренесансе у Италији. Интензивни развој медаљарства датира од доба класицизма почетком 19. века. Новији медаљари се држе углавном традиционалних облика, при чему теже за што оштријом карактеризацијом портретисаног лика. У Србији су радили медаље Ђорђе Јовановић, Тома Росандић, Сретен Стојановић, а у Хрватској Роберт Франгеш Михановић, Иван Мештровић, Антун Аугустинчић, Вања Радауш и др.
Слична медаљи само правоугаоног или квадратног облика је плакета.

## Етимологија
Први пут потврђена на енглеском 1578. године, реч медаља је изведена из средњефранцуске речи médaille, која је сама проистекла из италијанске речи medaglia, и ултиматно из посткласичне латинске речи medalia, што значи новчић вредан пола денаријуса. Реч медаљон (енгл. medallion, први пут потврђена на енглеском 1658. године) има исту коначну деривацију, али овог пута преко италијанског medaglione, што значи „велика медаља“. Постоје две теорије о етимологији речи medalia: прва је да је сама латинска medalia изведена од придева medialis што значи „медијални“ или „средњи“; друга је да medaglia потиче од вулгарног латинског metallea (монета), што значи „метал (кованица)“ и она од латинског metallum, што је латинизација грчког μέταλλον (metallon), „рудник“.

## Историја
Први познати случај додељивања ордења потиче од историчара Јосифа Флавија који, пишући дуго после тог догађаја, наводи да је у другом веку пре нове ере, првосвештеник Јонатан предводио Јевреје у помоћ Александру Баласу, и да је у замену за то, Александар „...послао Јонатану... почасне награде, као златно дугме, које је обичај давати краљевим сродницима.” Римски цареви су користили како војне награде, медаље, тако и политичке поклоне медаљона који су били као веома велики новчићи, обично златни или сребрни, и исковани као новчићи. Ови и стварни златници често су постављани као комади накита, које су носила оба пола.
Брактеат је врста танке златне медаље, обично равне на полеђини, која се налази у северној Европи од такозваног „мрачног доба“ или периода миграција. Често имају омче за вешање и очигледно су биле намењене да се носе на ланцу као накит. Оне имитирају, у извесној мери, римске царске новчиће и медаљоне, али имају главе богова, животиња или друге мотиве. Лудардова медаља, произведена око 600. године у англосаксонској Енглеској, је изоловани пример, познат из једног примерка, хришћанске медаље, са натписом по имену Лудард (или „Свети Летард“), први свештеник међу Англосаксоницима, и највероватније је представљена преобраћеницима. Преживели примерак је опремњени за ношење као накит.
Сматра се да је средњовековно оживљавање почело око 1400. године са екстравагантним француским принцом Жаном, војводом де Беријем, који је наручио велики број великих медаља које су вероватно биле произведене у веома малом броју, или у јединственом одливу. Од оригинала од племенитих метала сачувани су само одливци у бронзи, мада се зна да су бар неке медаље биле окићене и драгуљима, и оне су могле да се носе на ланцу. У истом периоду, прва позната посткласична медаља у знак сећања на победу је искована за Франческа Карару (Новело) поводом заузимања Падове 1390. Италијански уметник Пизанело, генерално се сматра најбољи медаљистом ренесансе, почевши од 1438. медаљом у част јединствене посете византијског цара Јована VIII Палеолога Италији. Ово је вероватно био комерцијални подухват, али су његове касније медаље углавном наручиване за дистрибуцију као поклони од стране владара или племића. Као и скоро све медаље из ране ренесансе, биле су ливене, а не коване. Са сваким узастопним изливанјем медаља је постајала нешто мања, и серије које су могле да се произведу вероватно нису биле велике. Сматра се да је често коришћен оловни „шаблон”. Повезаност медаља и класичног препорода почела је да добија прилично другачији облик, а размена медаља постала је повезана са ренесансним хуманизмом. Принчеви су слали медаље хуманистичким писцима и научницима као признање за њихов рад, а хуманисти су почели да праве своје медаље, обично у бронзи, да би их слали својим покровитељима и сарадницима. Мода је остала ограничена на Италију до пред крај 15. века, када се проширила на друге земље. До 16. века, медаље су све више производили владари или градови у пропагандне сврхе. Године 1550, у Аугзбургу у Немачкој уведена је машина за штанцање помоћу челичних матрица и убрзо је овај процес постао стандардан. Уметник би сада правио резбарени драгуљ уместо да моделује рељеф.
На истоку је Османско царство давало велики избор медаља и одликовања од 18. века.
Побожне медаље постале су популарне у католичким земљама. Веома позната је Чудотворна медаља, чији је дизајн настао на основу указања Блажене Девице Марије Светој Катарини Лабуре у Паризу. Године 1832, током епидемије, подељене су прве медаље, којима су приписана бројна исцељења и обраћења, која су добила назив Чудотворна медаља и подељена милионима људи широм света.